# Främmestads IK
Främmestads IK är en idrottsklubb i Främmestad, Sverige, bildad 1941. Damlaget spelade i Division 1, då Sveriges högstadivision, åren 1980–1987.